# Buskpalm
Buskpalm (Rhapis excelsa) är en enhjärtbladig växtart som först beskrevs av Carl Peter Thunberg, och fick sitt nu gällande namn av Henry. Rhapis excelsa ingår i släktet Rhapis och familjen palmer. Inga underarter finns listade i Catalogue of Life.
Denna palm har flera stammar som kan blir 3 meter höga och varje stam har en diameter upp till 2 cm. På toppen bildas sammansatta blad som har 2 till 15 bladskivor. Buskpalmens mogna frukt är klotrund eller lite oval med en längd av cirka 1,0 cm och en bred av cirka 0,8 cm. Den har en gul färg.
Artens ursprungliga utbredningsområde ligger i sydöstra Kina, inklusive Hainan, och i Vietnam (kanske även Laos). Buskpalmen växer där glest fördelad i skogar i låglandet eller i låga bergstrakter upp till 1000 meter över havet.
Buskpalmen introducerades i Japan och den förekommer som prydnadsväxt i världens trädgårdar. Veden används för gångstavar och för matpinnar.

## Bildgalleri

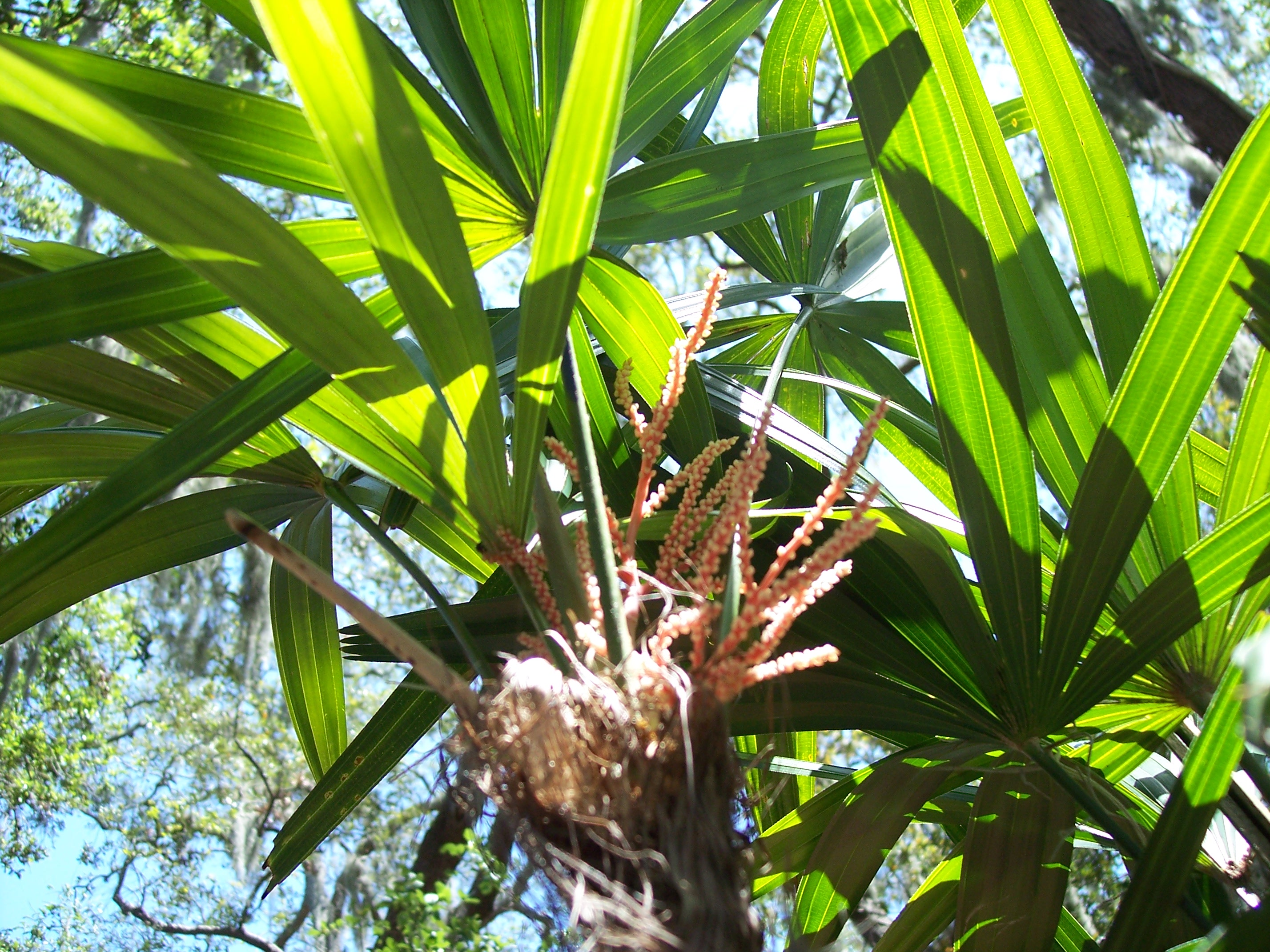
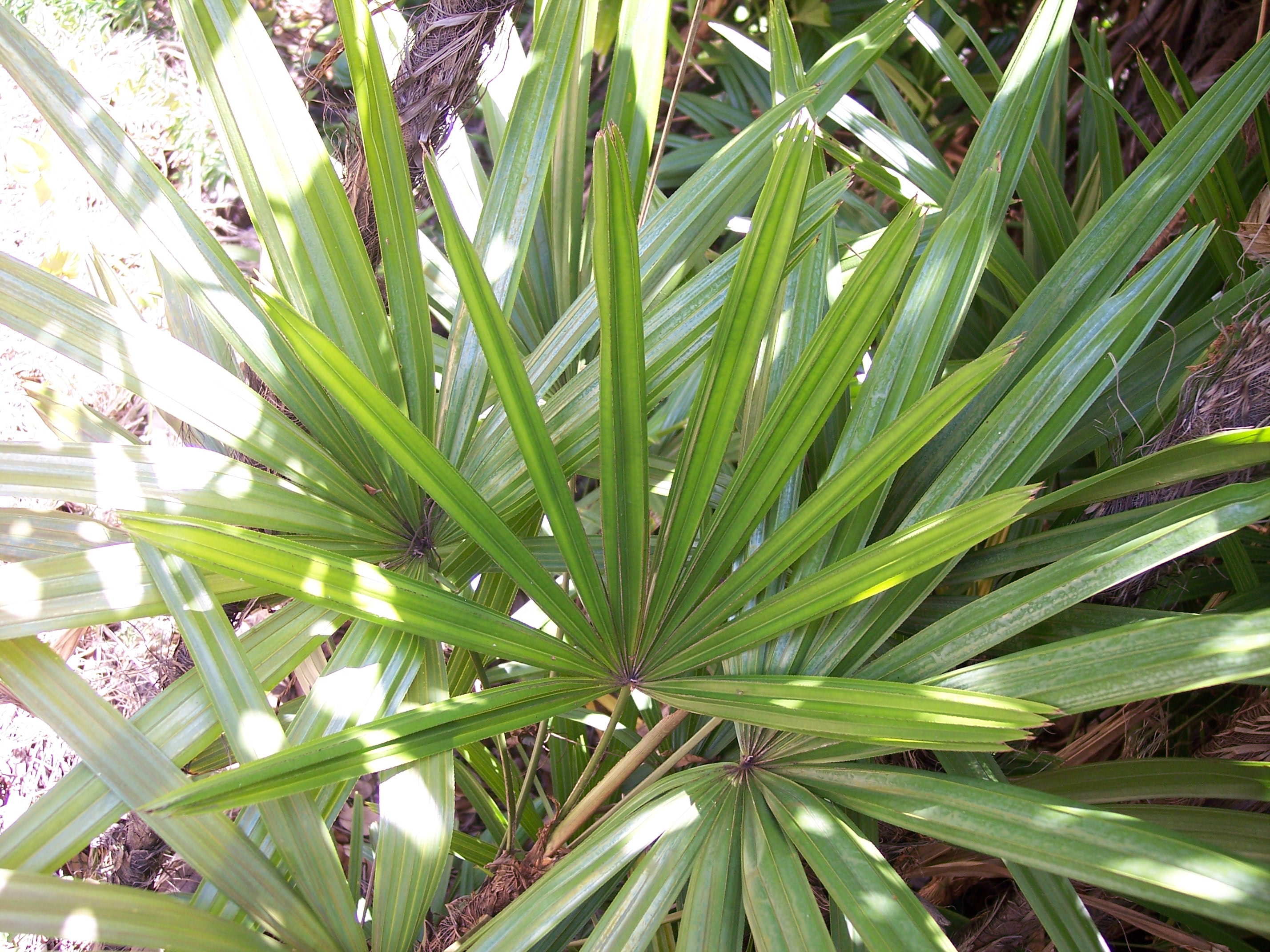
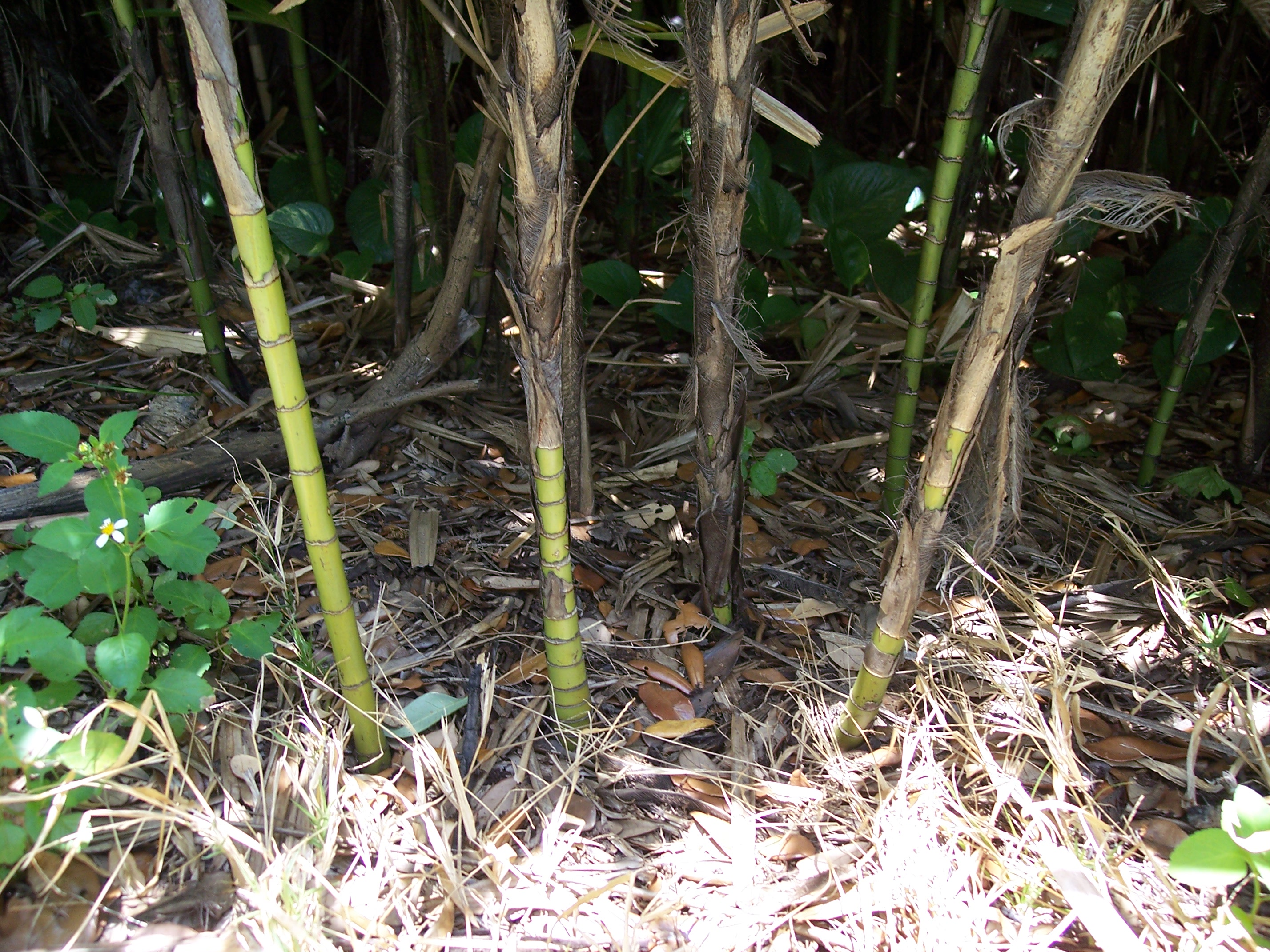
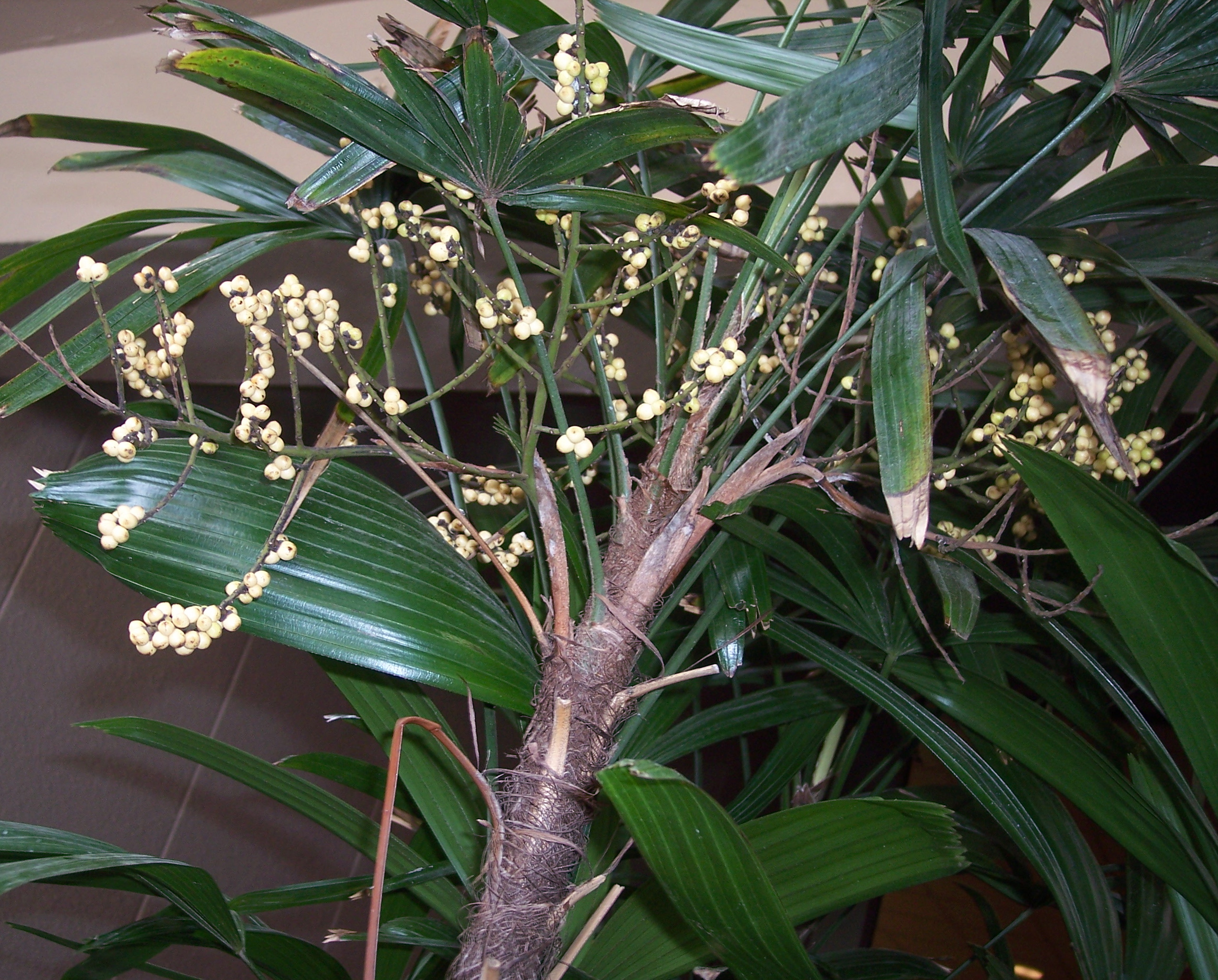
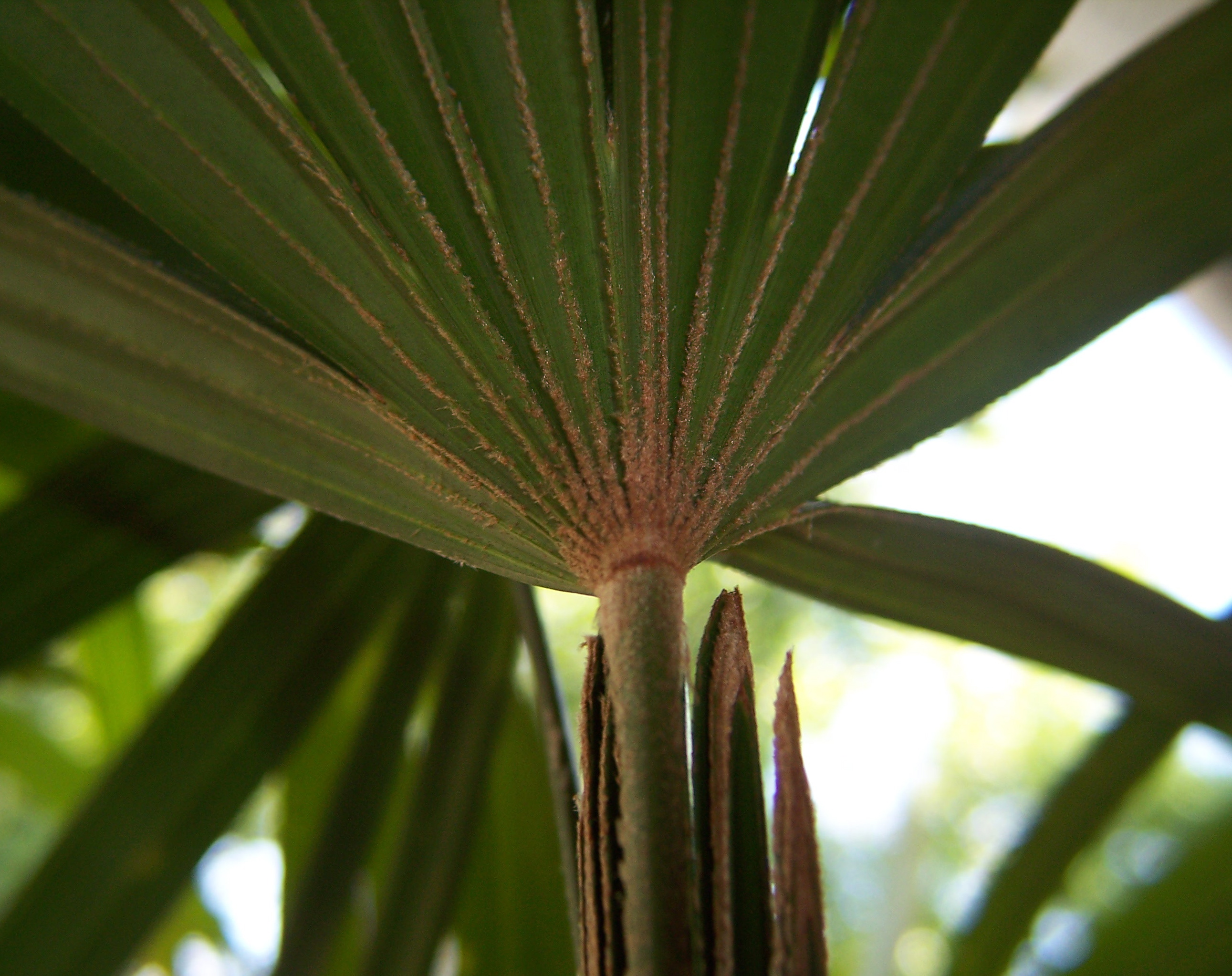